# Nikola Čumić
Nikola Čumić (en serbio, Никола Чумић; Užice, Yugoslavia, 20 de noviembre de 1998) es un futbolista serbio que juega como delantero en el F. C. Rubin Kazán de la Liga Premier de Rusia.

## Trayectoria
Hizo su debut en el F. K. Sloboda Užice el 13 de mayo de 2015 después de haber pasado por todos sus equipos de fútbol base. En el verano de 2016 fue traspasado al F. K. Metalac Gornji Milanovac, debutando en la Superliga de Serbia el 29 de julio de 2016. En el invierno de 2018 fichó por el F. K. Radnički Niš, y el 19 de diciembre de 2019 por el Olympiakos de El Pireo, que pagó 500 000 euros por el traspaso y dejó al futbolista cedido en su equipo de origen, el F. K. Radnički Niš, hasta el final de la temporada. Al término de esa cesión fue cedido de nuevo, esta vez al Real Sporting de Gijón. En agosto de 2021 acumuló una más, en esta ocasión al F. C. Lucerna. Un año después regresó a Serbia para jugar en el F. K. Vojvodina una vez quedó liberado por el conjunto heleno. Allí estuvo poco más de doce meses, ya que en septiembre de 2023 fue vendido al F. C. Rubin Kazán.

## Selección nacional
Ha sido convocado en cuatro ocasiones por la selección de fútbol sub-21 de Serbia, en la que debutó el 10 de septiembre de 2019 en un partido contra Letonia de clasificación para la Eurocopa Sub-21 de 2021. Con la absoluta se estrenó el 12 de octubre de 2024 en un encuentro de la Liga de Naciones de la UEFA 2024-25 frente a Suiza que ganaron por dos a cero.

## Clubes
| Club                           | País   | Año       |
| ------------------------------ | ------ | --------- |
| F. K. Sloboda Užice            | Serbia | 2014-2016 |
| F. K. Metalac Gornji Milanovac | Serbia | 2016-2018 |
| F. K. Radnički Niš             | Serbia | 2018-2020 |
| Real Sporting de Gijón         | España | 2020-2021 |
| Olympiakos de El Pireo         | Grecia | 2021      |
| F. C. Lucerna                  | Suiza  | 2021-2022 |
| F. K. Vojvodina                | Serbia | 2022-2023 |
| F. C. Rubin Kazán              | Rusia  | 2023-     |